# Paris–Roubaix 1975

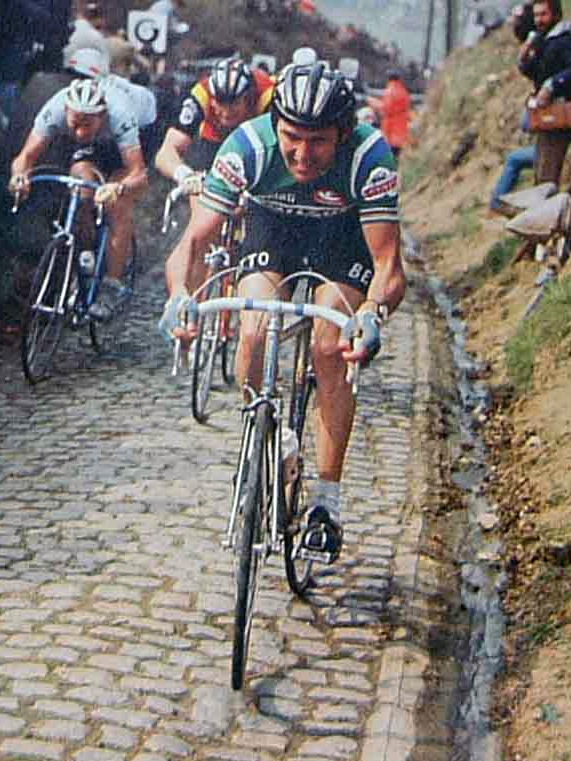
Roger De Vlaeminck (1978)

Das Eintagesrennen Paris–Roubaix 1975 war die 73. Austragung des Radsportklassikers und fand am Sonntag, den 13. April 1975, statt.
Das Rennen führte von Chantilly, rund 50 Kilometer nördlich von Paris, nach Roubaix, wo es im Vélodrome André-Pétrieux endete. Die gesamte Strecke war 274 Kilometer lang. Es starteten 158 Fahrer, von denen sich 43 platzieren konnten. Der Sieger Roger De Vlaeminck absolvierte das Rennen mit einer Durchschnittsgeschwindigkeit von 40,41 km/h.
Während des Rennens schien die Sonne, aber weil es an den Tagen zuvor geregnet hatte, waren die Pavé-Sektoren voller Matsch und rutschig. Marc Demeyer attackierte unaufhörlich, so dass die führende Gruppe schließlich auf vier Fahrer geschrumpft war: Eddy Merckx, Roger de Vlaeminck, André Dierickx und Demeyer. Acht Kilometer vor dem Ziel hatte Merckx einen Platten, der aber schnell repariert war, so dass er wieder aufschließen konnte. Er zog den Sprint an, wobei ihm nur noch De Vlaeminck folgen konnte, der ihn am Ende knapp überholen konnte. Es war De Vlaemincks dritter Sieg bei Paris–Roubaix nach 1972 und 1974.